# Рико (Парма)
Рико (итал. Riccò) је насеље у Италији у округу Парма, региону Емилија-Ромања.
Према процени из 2011. у насељу је живело 1375 становника. Насеље се налази на надморској висини од 139 м.